# Sankt Martin an der Raab
Sankt Martin an der Raab è un comune austriaco di 2 008 abitanti nel distretto di Jennersdorf, in Burgenland; ha lo status di comune mercato (Marktgemeinde). Il 1º gennaio 1970 ha inglobato il comune soppresso di Eisenberg an der Raab e il 1º gennaio 1971 quelli di Doiber, Gritsch, Neumarkt an der Raab, Oberdrosen e Welten.

## Geografia
Le comuni catastali sono Doiber, Gritsch, Neumarkt an der Raab, Oberdrosen, Sankt Martin an der Raab e Welten.